# Maylandia barlowi
Espèce
Statut de conservation UICN

 LC  : Préoccupation mineure
Maylandia barlowi est une espèce de poissons d'eau douce de la famille des Cichlidae endémique du lac Malawi en Afrique. Ce cichlidé fait partie des espèces dites « Mbuna » (ou « M'buna ») ou « poissons brouteurs d'algues du lac Malawi ».

## Répartition
Maylandia barlowi est endémique du lac Malawi et se rencontre à une profondeur comprise entre 12 et 15 m aux alentours de l'île Maleri (d) (Malawi).

## Description
Maylandia barlowi mesure au maximum 81 mm, queue non comprise.

## Aquariophilie

### Reproduction
Cette espèce est incubatrice buccale maternelle, les femelles gardent les œufs, larves et tout jeunes alevins environ trois semaines, protégés dans leur gueule (sans manger ou en filtrant très légèrement les micro-détritus). Les mâles peuvent se montrer très insistants dès les premières maturités sexuelles des femelles, il est préférable de maintenir cette espèce en groupes de plusieurs individus (au moins en « trio » : un mâle pour deux femelles), de manière à diviser l'agressivité d'un mâle dominant sur plusieurs individus. 

### Croisement, hybridation, sélection
Il est impératif de maintenir cette espèce seule ou en compagnie de poissons originaires lac Malawi mais n'appartenant pas au genre Maylandia et ce pour éviter tout croisement. Le commerce aquariophile a également vu apparaitre un grand nombre de spécimens provenant d'Asie notamment et aux couleurs variées ou albinos, obtenus par sélection, hybridation ou autres procédés.

## Systématique
Le nom valide complet (avec auteur) de ce taxon est Maylandia barlowi (McKaye (d) & Stauffer, 1986),.
L'espèce a été initialement classée dans le genre Pseudotropheus sous le protonyme Pseudotropheus barlowi Mckaye & Stauffer, 1986.
Maylandia barlowi a pour synonymes :
- Metriaclima barlowi (Mckaye & Stauffer, 1986)
- Pseudotropheus barlowi Mckaye & Stauffer, 1986

## Étymologie
Son épithète spécifique, barlowi, lui a été donnée en l'honneur de l'ichtyologiste George W. Barlow (1929-2007) pour ses études comportementales sur les bénéfices d'une coloration dorée chez les cichlidés

## Publication originale
- (en) K.R. McKaye et J.R. Stauffer, Jr, « Description of a gold cichlid (Teleostei: Cichlidae) from Lake Malawi, Africa », Copeia, États-Unis, vol. 4,‎ 1986, p. 870-875 (ISSN 0045-8511, e-ISSN 1938-5110).